# فيمتو
ڤيمتو (بالإنجليزية: Vimto)‏ هو مشروب غازي يحتوي على عصير العنب، والتوت، والكشمش الأسود (بتركيز 3%) وبنكهة الأعشاب والتوابل، أنتج لأول مرة عام 1908 في إنجلترا كمنشط صحي، وهو منتشر في العالم العربي، ويشتهر في شهر رمضان حيث أنه يمثل مشروب رئيسي في الفطور برمضان.

## المكونات
سكر، ماء، عصير كشمش أسود، والتوت، عصير فواكه طبيعية، لون الكراميل، حامض الليمون، خلاصة الكولا، لون ألورا أحمر.
بدأ أنتاج المشروب بتركيبة مكونات مختلفة في عام 2014، أضيف فيها مزيجًا من أسيسولفام البوتاسيوم، والسكرالوز كمحليات بدلًا من السكر.

## الصناعة والتوزيع
كانت فيمتو هي العلامة التجارية الأسرع نموًا بين المشروبات الغازية في المملكة المتحدة في عام 2006 بحسب دراسات شركة أبحاث التسويق العالمية أيه سي نيلسن.
يتوفر مشروب فيمتو حاليًا في 65 دولة حول العالم، كما يصنع في العديد من الدول ومن بينها المملكة المتحدة، وأيرلندا، وباكستان، والمملكة العربية السعودية، واليمن، وغانا، وغامبيا، والسنغال.
تمتع مشروب فيمتو في منطقة شبه الجزيرة العربية بشهرة واسعة لأكثر من ثمانين عامًا حيث يفضل الكثير من المسلمين تناوله مع وجبة الإفطار خلال شهر رمضان المبارك. تنتج شركة العوجان، المعبئ المحلي للمشروب في المملكة العربية السعودية، بدءًا من عام 2013 أكثر من 20 مليون زجاجة سنويًا لاستهلاك في نطاق دول مجلس التعاون الخليجي. باعت الشركة خلال موسم واحد فقط في عام 2007 نحو 15 مليون زجاجة. تمتلك شركة العوجان نسبة 90% من سوق المشروبات المركزة في المملكة العربية السعودية.
تتيح الشركة نوعين من مشروب فيمتو، أحدهما مركز قابل للتخفيف بالصودا أو الماء، والآخر يأتي كمشروب غازي مخفف مسبقًا. عادة يشيع تناول فيمتو كمشروب ساخن في المملكة المتحدة خلال فصل الشتاء عن طريق إضافة الماء المغلي إلى المشروب المركز، وعادة ما يتم تناوله كمشروب دافي معبأ في زجاجات مفرغة من الهواء يقي من البرد بين المتفرجين في المناسبات الرياضية.

## المنتجات

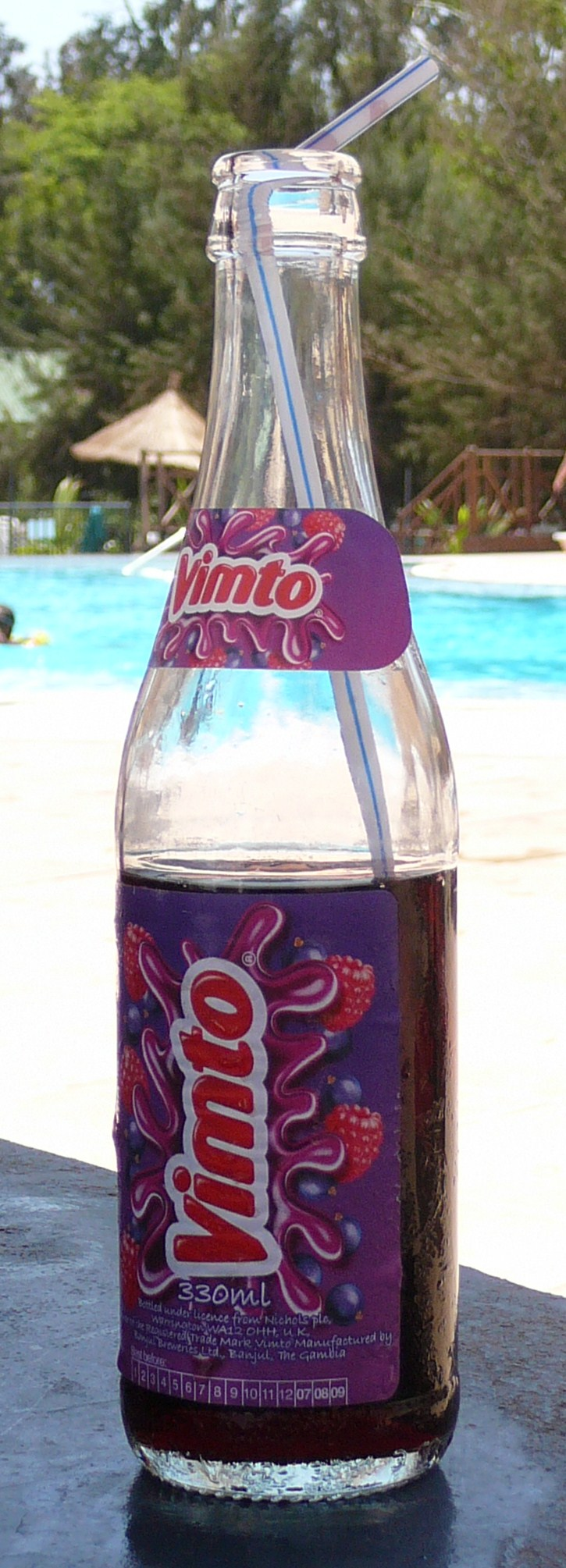
زجاجة لمشروب فيمتو

قدم المشروب بالعديد من النكهات المختلفة على مدار السنوات منذ بداية إنتاجه وحتى الآن. أضيف نوعي المشروب بنكهة الكرز، ونكهة الفراولة إلى مجموعة منتجات فيمتو في عام 2016، كما قدم نوعًا آخرًا من المشروب والذي أطلق عليه مشروب فيمتو ريمكس ويحتوي على مزيج مختلف من النكهات في كل عام. مثل مزيج المانجو والفراولة والأناناس في عام 2016، ومزيج البرتقال والتوت والباشن فروت في عام 2017، ومؤخرًا مزيج البطيخ والفراولة والخوخ.
أنتجت الشركة المصنعة فيما بعد منتجات أخرى على غرار المشروب، مثل الحلوى والمصاصات الثلجية، والجيلي بنكهات شبيهة بطعم المشروب.

## وصلات خارجية
- الموقع الرئيسي لشركة ڤيمتو